# Nissan Violet
El Nissan Violet es un modelo de automóvil que apareció en Japón en 1973, y era exclusivo de los concesionarios japoneses de Nissan llamados Nissan Cherry Store como un compañero más grande del Nissan Cherry.
En 1977 llegó la segunda generación. Esto se dividió en dos líneas adicionales, el Nissan Auster y el Nissan Stanza. Los tres modelos llevaban el identificador de la serie A10 y fueron construidos en Japón en las plantas de ensamblaje de Hiratsuka y Yokosuka. El Stanza era exclusivo de los concesionarios japoneses de Nissan llamados Nissan Satio Store como un compañero más grande del Nissan Sunny más pequeño, y el triplete Auster era exclusivo de las ubicaciones de Nissan Prince Store como un compañero más grande del Nissan Langley.
En 1981 se lanzó un nuevo modelo de tracción delantera de tercera generación, que cambió el nombre de la serie nuevamente a T11 y compartió su plataforma con el monovolumen compacto Nissan Prairie/Multi/Stanza Wagon. Las versiones finales fueron Nissan Bluebird serie U12 rebautizadas para algunos mercados internacionales. En la mayoría de los mercados de exportación, el automóvil se vendió originalmente como Datsun 140J o 160J, según el motor; este nombre se cambió gradualmente a Nissan Stanza en la mayoría de los mercados, en consonancia con la eliminación gradual de la marca Datsun en sus mercados de exportación a principios de la década de 1980; en Europa, por ejemplo, se vendió como "Datsun-Nissan Stanza" durante un corto tiempo hasta que el nombre Datsun se eliminó por completo en 1984.
El Stanza/Auster/Violet se descontinuó en 1992. El Stanza fue reemplazado por el Nissan Altima en Norteamérica; el Stanza fue reemplazado por el Nissan Bluebird en Japón y por el Primera en Europa.

## Serie 710 (1973-1977)
Presentado en enero de 1971, el Nissan Violet era una versión más pequeña del Datsun Bluebird 610, que se vendía fuera de Japón con la marca Datsun de Nissan como Datsun 140J/160J, excepto en los Estados Unidos, donde se comercializó simplemente como Datsun 710. Este modelo fue construido como un sedán de dos puertas, un cupé de dos puertas, un fastback de cuatro puertas (y más tarde como un sedán de cuatro puertas normal), familiar y como una camioneta. La introducción del Violet permitió a Nissan aumentar moderadamente las dimensiones del Datsun Bluebird existente.
El modelo deportivo SSS tiene suspensión trasera independiente, otros tienen una suspensión trasera de ballesta. Aparte del nombre diferente, el mercado norteamericano 710 recibió grandes parachoques separados en lugar de las piezas curvas y ajustadas que se usaban en otros mercados para cumplir con la legislación estadounidense sobre parachoques en 1973. Los primeros automóviles del mercado de exportación estaban equipados con pequeñas placas de cubierta cromadas para ocultar el agujeros dejados en la parte superior de los guardabarros delanteros por los espejos retrovisores del mercado japonés. La versión más potente ofrecida en Japón fue el 1600 SSS-E con inyección de combustible con 110 PS (81 kW) JIS a 6200 rpm. En los mercados de exportación, el 160J SSS de doble carburador reclamó 95 PS (70 kW) DIN, cinco más que el 160J normal. En Japón, el motor de 1800 cc llegó en octubre de 1975 y solo estaba disponible con GLP, para uso en taxis.

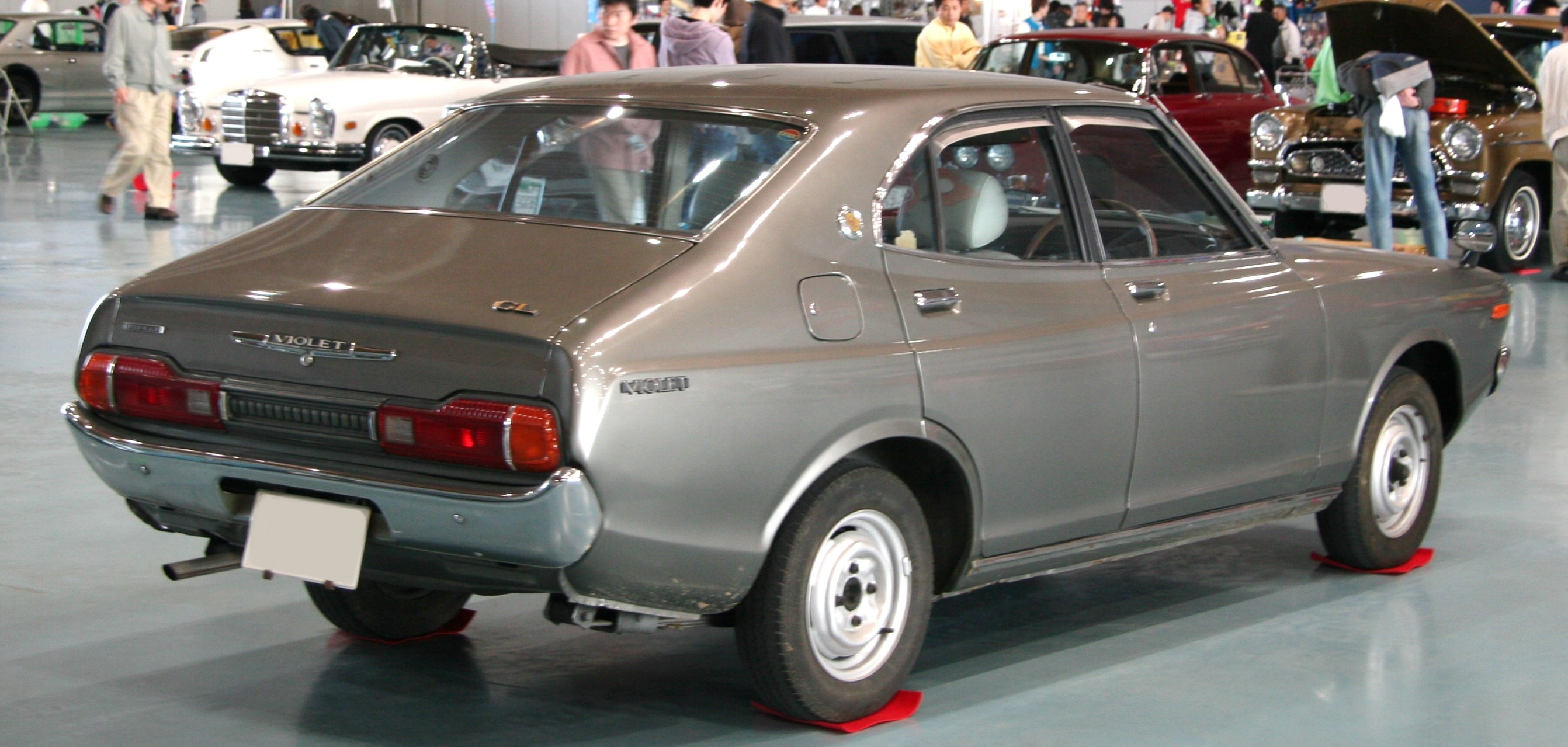
Sedán fastback Datsun Violet GL (710, Japón)

Este vehículo estuvo disponible para la venta casi al mismo tiempo que la primera generación de Toyota Carina. La carrocería original de cuatro puertas era bastante swoopy, con una línea fastback. Fue uno de los primeros productos de Nissan en introducir el "estilo de botella de coque", una apariencia que debutó internacionalmente durante las décadas de 1960 y 1970. Su apariencia fue controvertida, lo que provocó una cierta cantidad de quejas de los clientes sobre la visión trasera limitada y la cabina trasera oscura, especialmente para los niños. Las compañías de taxis se negaron a comprar más Violets, y en un lavado de cara bastante drástico que se introdujo gradualmente a partir de febrero de 1976, Nissan reemplazó toda la parte trasera (incluido el panel del techo y las puertas) con un notchbak de carrocería más tradicional. Esto proporcionó más espacio y comodidad para los pasajeros, al tiempo que minimizó los puntos ciegos.
Esta versión también recibió un nuevo código de chasis, 711, mientras que la parte de motor más pequeña de la gama fue reemplazada gradualmente por la versión con carburador del 1600 recién introducida. Las versiones de dos puertas no sufrieron esta modificación: El sedán de dos puertas se suspendió, mientras que el cupé recibió el nuevo código de chasis y permaneció a la venta junto con el 711 de cuatro puertas y el 710 Van.

### Norteamérica

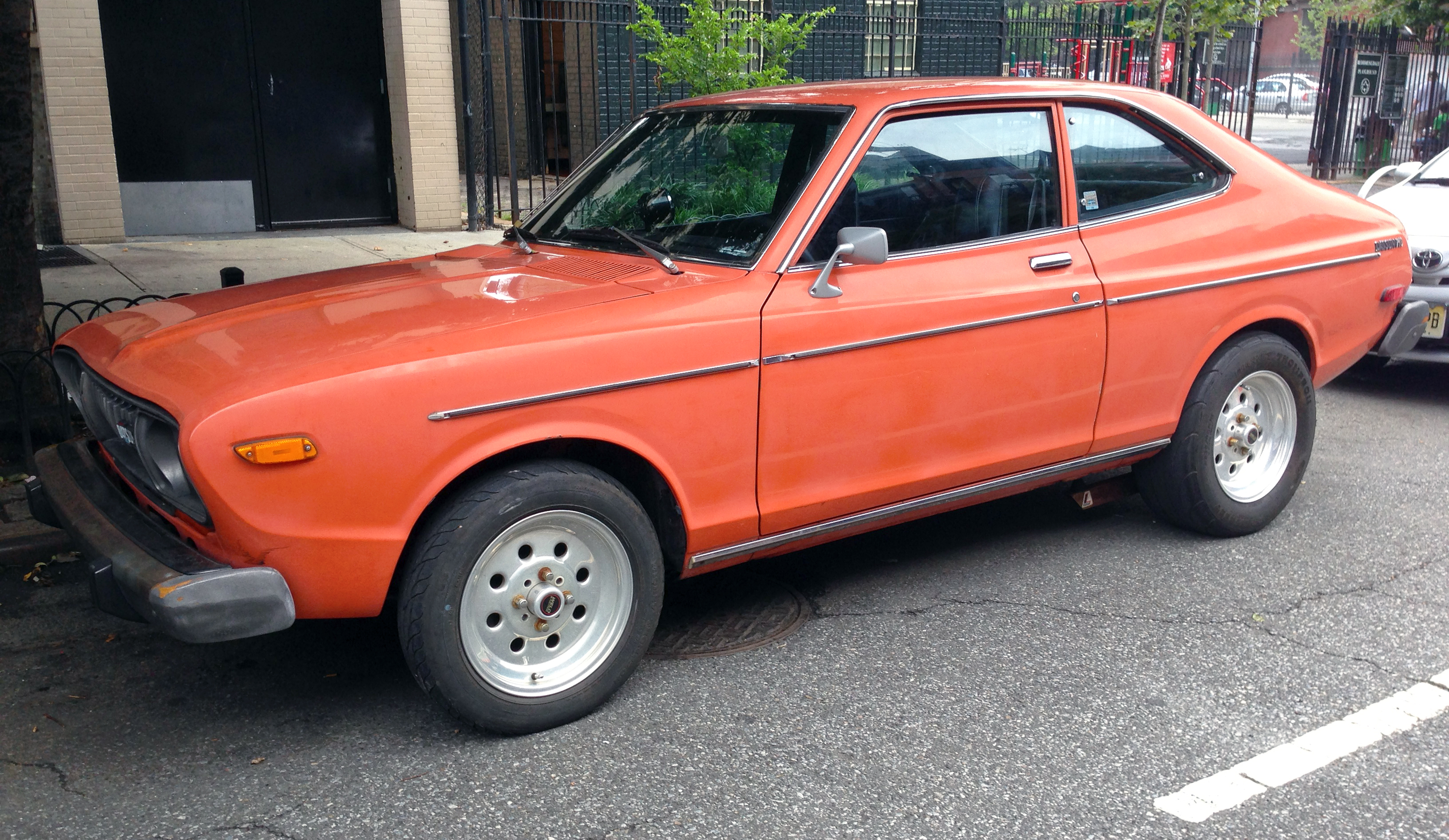
Datsun 710 sedán de dos puertas (1975-76, Estados Unidos)

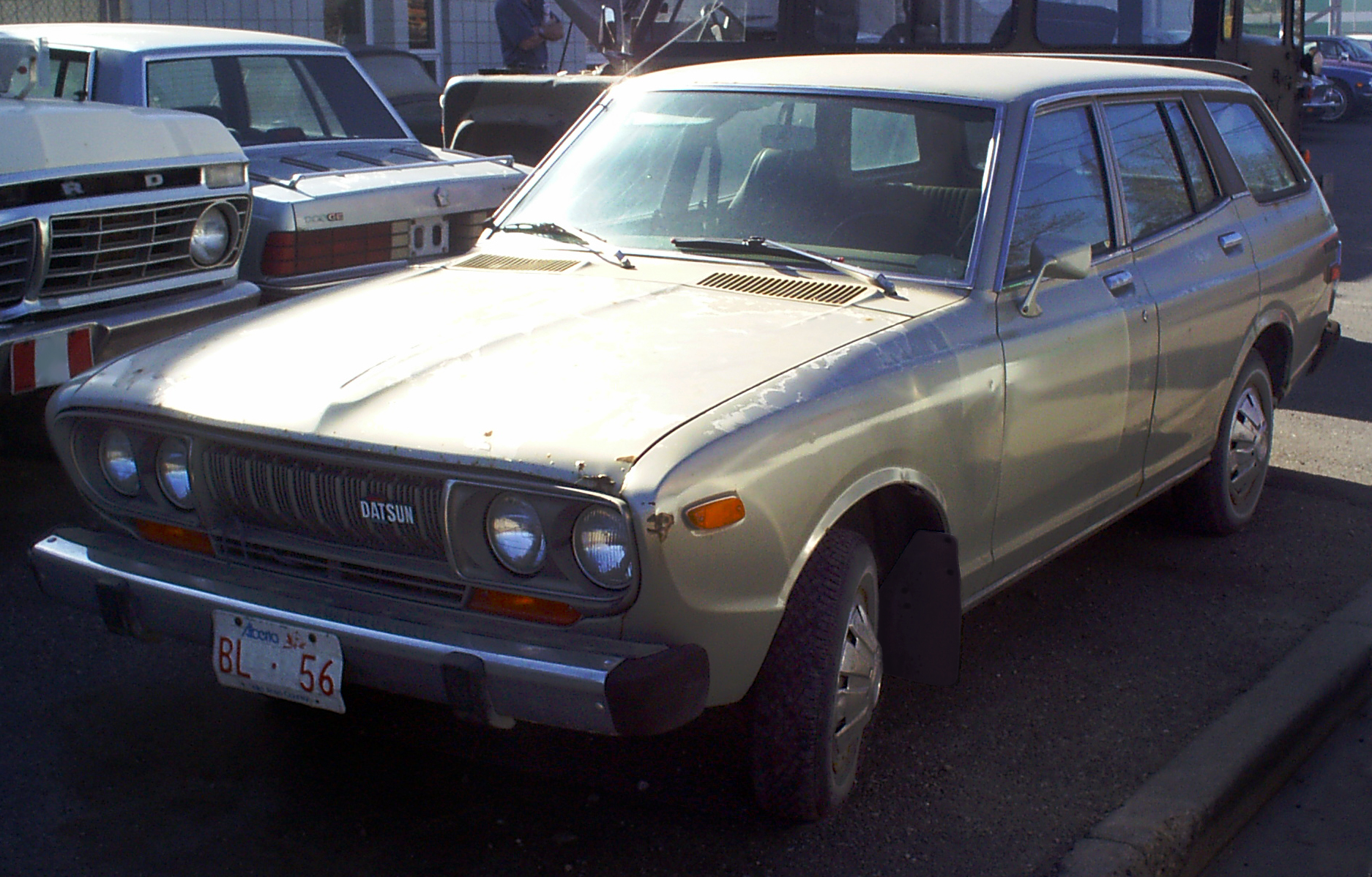
El Datsun 710 Station Wagon con especificaciones norteamericanas

En los Estados Unidos y Canadá, el coche se vendió simplemente como "Datsun 710". Se disponía de sedanes de dos o cuatro puertas, un cupé de dos puertas y una camioneta de cinco puertas. Introducido para el año modelo 1974, el 710 cambió del motor original de 1770 cc y 90 caballos de fuerza (67 kW) al motor L20B de 2 litros que también se usa en el 610. La década de 1975 produce 97 o 94 hp (72 o 70 kW) (SAE Net) en modelos canadienses y de 49 estados en comparación con los autos con especificaciones de California. La versión federal / canadiense tomó combustible con plomo y dependió de un sistema EGR para el control de la contaminación, mientras que los automóviles de California tienen un convertidor catalítico y requieren gasolina sin plomo. Los valores de potencia bruta son 110 y 107 respectivamente. Aparte del nuevo motor, el 710 experimentó algunas modificaciones adicionales para 1975: la dirección se ajustó para disminuir el esfuerzo del conductor, mientras que los niveles de ruido se redujeron y las relaciones de transmisión se ajustaron para aumentar el rendimiento de la gasolina. Externamente, las anulaciones del parachoques recibieron una moldura de cromo leve en el medio.
Misteriosamente, mientras que los vagones suelen tener un tanque de gasolina más pequeño de 11,9 galones estadounidenses (45 L) en lugar de 13,2 galones estadounidenses (50 L), el vagón 710 del mercado de California tiene el mismo tamaño de tanque de gasolina que los sedanes y los techos rígidos.

### Mercados de exportación

#### Taiwán

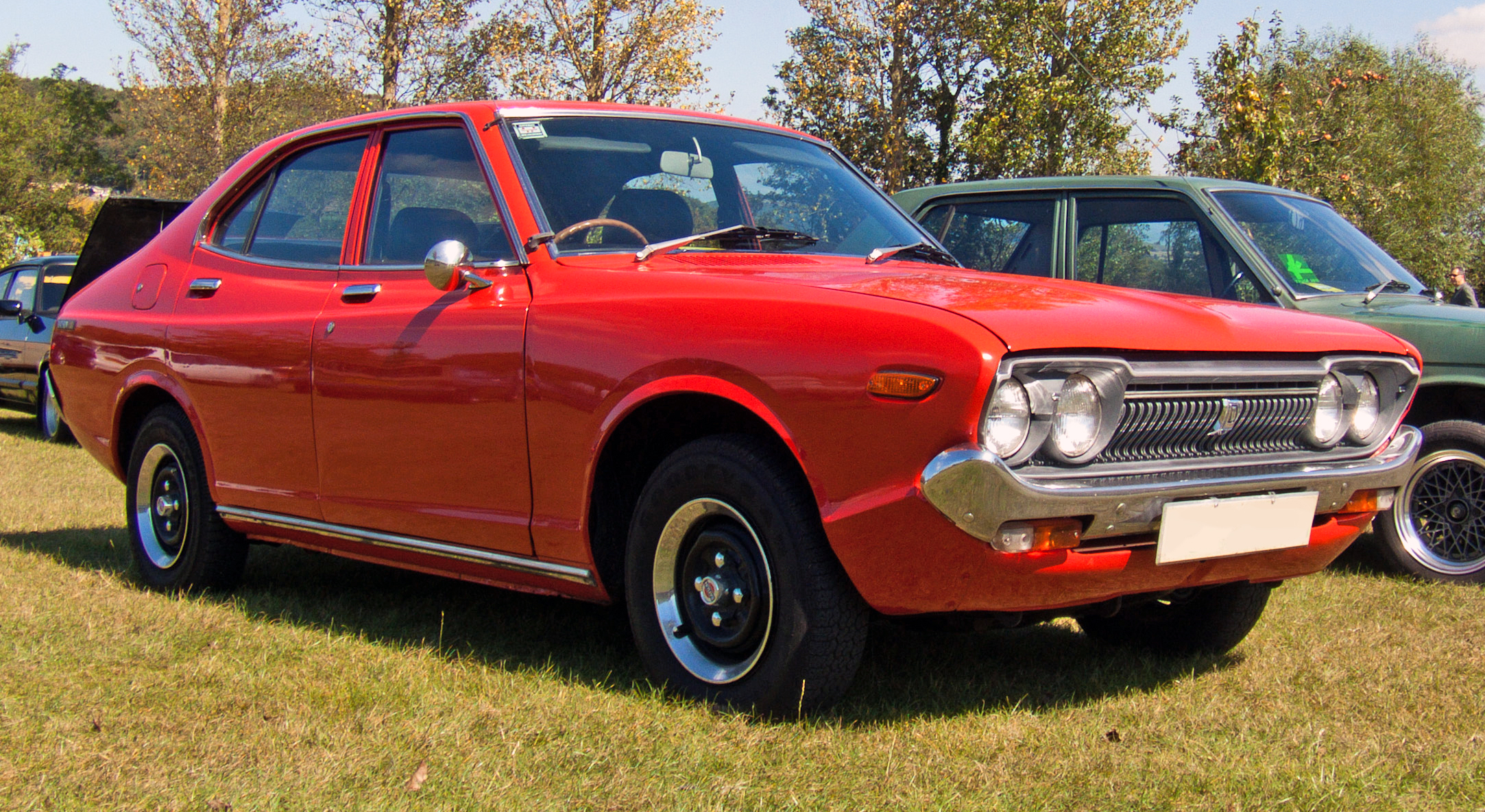
1974 Datsun Violet 140J (710, Reino Unido)

En Taiwán, el Violet se introdujo en 1973 con el nombre de Yue Loong Violet y reemplazó al exitoso Datsun Bluebird allí durante nueve años. El Yue Loong Violet generalmente se ofrecía con el motor OHV J16 . El VIP Brougham era una versión de lujo del Violet con asientos de cuero e interior de madera. El sucesor oficial fue el Yue Loong Elite 601, que era un modelo hermano del Nissan 200SX.

#### México
Para el mercado automotriz nacional mexicano, el Violet de la serie 710 se produjo entre 1973 y 1978 en la planta de ensamblaje CIVAC de Nissan, cerca de Cuernavaca, México. En ese momento, Nissan México ofrecía una línea única de vehículos de pasajeros, la gama Datsun Bluebird (la serie 510 y la 410, anteriormente), integrada solo por las versiones berlina de 4 puertas y Wagon del Bluebird, comercializadas respectivamente como Datsun. Sedan y Datsun Guayín (Guayín es un apodo en español mexicano para "Station Wagon"). En 1974, siguiendo la misma estrategia comercial, el Violet de la serie 710 se introdujo en el mercado automovilístico mexicano con el distintivo de nuevo Datsun 160J, el reemplazo de la línea Bluebird de oferta única.
La gama mexicana 710 Violet fue integrada solo por la berlina de 4 puertas junto con la Wagon, sin las carrocerías deportivas de 2 puertas / cupé que se ofrecen en algunos otros países. El diseño del sedán de 4 puertas 710 de estilo fastback se comercializó de 1974 a 1977, siendo reemplazado en 1978 con el 711 Violet de estilo notchback (que pretendía mejorar la mala visibilidad trasera del fastback que algunos clientes se quejaban). Todos los 710 Violets mexicanos presentaban el motor carburado de 1.6 litros (160J), acoplado a una caja de cambios manual de 4 velocidades y una caja de cambios automática opcional de 3 velocidades a partir de 1978.
De una época en la jerga popular mexicana, a veces este automóvil se conoce como "bolillo", la palabra española para una especie de bollo cocinado artesanalmente, debido a su forma redondeada similar.
Para 1979, la gama 710 fue reemplazada por el correspondiente Violet de la serie A10 de próxima generación en la alineación de Nissan México.

#### Nueva Zelanda
Nueva Zelanda, como resultado de la eliminación temporal de las restricciones de licencias de importación por parte del gobierno (el resultado de la alta demanda de automóviles por parte de los consumidores, que los ensambladores locales de piezas CKD y los importadores acumulados no pudieron cumplir con las restricciones de licencia habituales y los altos aranceles de importación de hasta 55 %, más impuestos sobre las ventas de hasta el 60%) vieron considerables importaciones de CBU del sedán de cuatro puertas Datsun 140J y el de dos puertas 160J durante 1973 y 1974.
Debido a la poca antelación y al breve plazo de la relajación del requisito de licencia, los automóviles importados diferían ligeramente en las especificaciones de un envío a otro: algunos tenían luces de estacionamiento delanteras de color ámbar del mercado japonés, espejos retrovisores exteriores montados en la protección delantera e insignias 'Violet'; las unidades posteriores tenían lentes transparentes y distintivos 140J / 160J.
Varios cientos de sedanes 140J entraron en Nueva Zelanda a través del Puerto de Timaru para el mercado de la Isla Sur y todos fueron vendidos previamente antes de su llegada. Todos eran muy buscados y difíciles de asegurar, ya que estaban mejor especificados como estándar (vidrios polarizados, radio de pulsador AM, etc.) que los modelos importados del kit CKD ensamblados en Nueva Zelanda, que consistían en el sedán y la camioneta Datsun 1200  y el 180B Sedan (Bluebird) y 260C (Cedric).
Los 140J casi nuevos a menudo se revenden poco después del primer registro por cientos de dólares más que sus precios minoristas, tal fue la popularidad inicial de la línea de modelos. La calidad de ensamblaje japonesa del 140J era mejor que la de los Datsuns fabricados en Nueva Zelanda de la época que eran ensamblados por contratistas de ensamblaje externos: los propios Nissan no abrieron su propia planta "temporal" en Mt Roskill, Auckland, hasta mediados de la década de 1970 y un año más. fábrica dedicada y especialmente construida en Wiri en 1978.

#### Sudáfrica
En Sudáfrica, el lavado de cara "711" de 1976 llegó en octubre de 1976 y continuó en producción durante un tiempo más que en Japón. Se vendió como Datsun 160U o 180U, según el montaje del motor. Se disponía de sedanes Deluxe y SSS, así como SSS Hardtop. En 1978 también se construyó un lote de 100 modelos SSS (algunos de los cuales eran Bluebirds) con tapicería especial "mexicana".

## Serie A10 (1977-1981)
La generación anterior Violet se volvió más racional y algo más grande cuando fue reemplazada en mayo de 1977. Nissan aumentó el área de vidrio en un diez por ciento en comparación con su predecesor. También se le unieron dos versiones con badge engineering: el japonés: el Nissan Auster salió a la venta junto con el Violet y buscaba un aire de "calidad y juventud". La estrofa siguió en agosto y estaba destinada a ser más lujosa; solo se ofrecía en los niveles de equipamiento más altos y también se diferenciaba por tener un capó diferente y luces rectangulares individuales en lugar de las unidades redondas gemelas que se ven en los modelos Violet y Auster. El Nissan Auster, que lleva el nombre del equivalente latino del dios griego notos para el viento del sur, era un compañero más pequeño del sedán Nissan Skyline en Nissan Prince Store; Stanza, que en italiano significa "habitación" o "apartamento", se presentó como un automóvil familiar asequible un nivel por encima del Nissan Sunny, vendido en los concesionarios Nissan Japón Nissan Satio Store . La tercera versión (Violet) se vendió en concesionarios llamados Nissan Cherry Store. En Australia se le llamó Datsun Stanza, y en Canadá y Estados Unidos fue el Datsun 510, nombre que recordó los éxitos de la anterior Datsun 510.

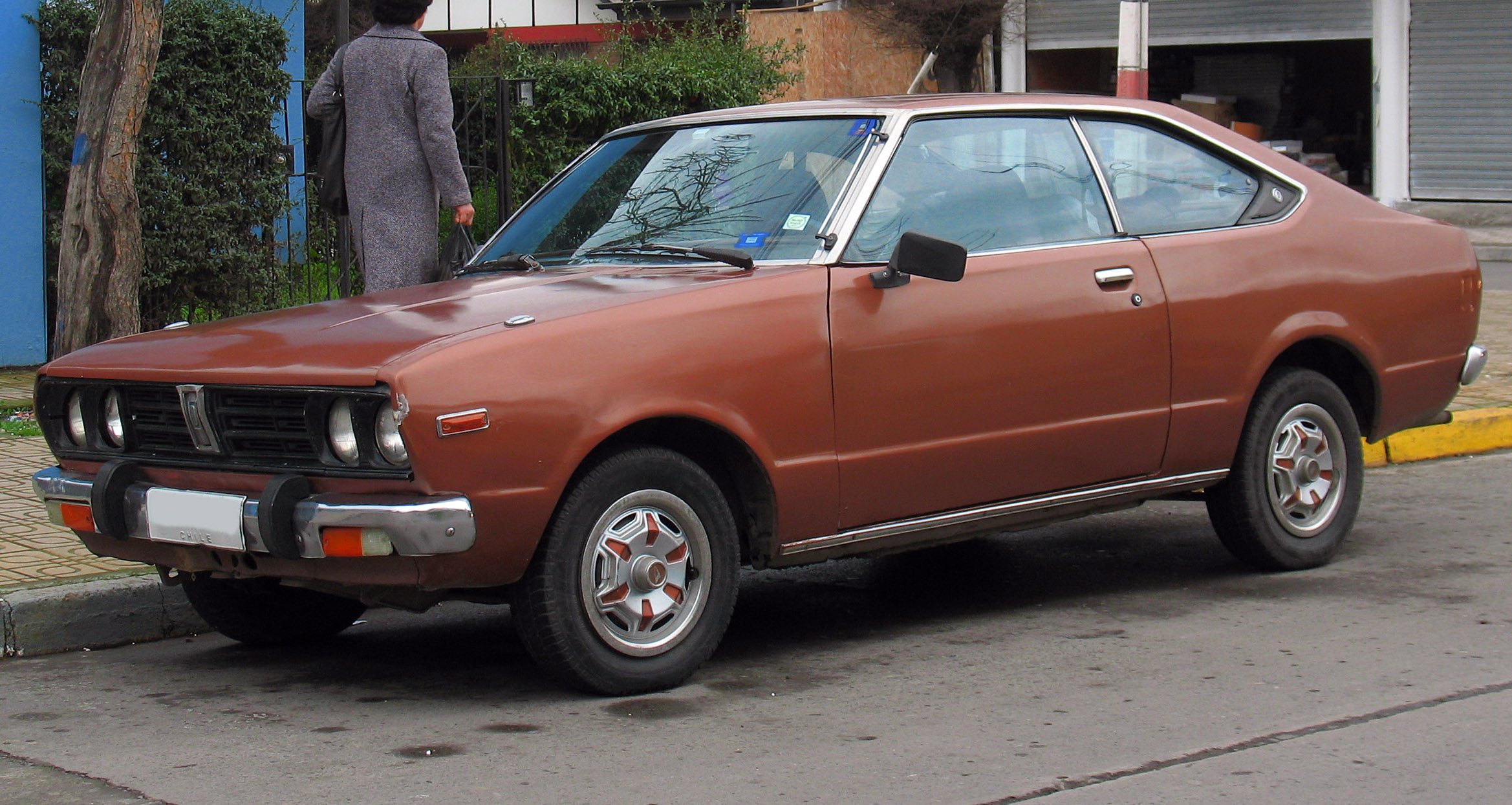
Datsun 160J Coupé (A10)

Originalmente solo se vendía con el motor de la serie A de 1.4 litros y el L de 1.6 litros, aunque los autos del mercado norteamericano recibieron una versión de dos litros. En octubre de 1978, el coche se sometió a un lavado de cara, convirtiéndose en el A11 en el proceso. Al mismo tiempo, los motores L16 fueron reemplazados por el Z16 de flujo cruzado, para cumplir con las nuevas normas de emisiones más estrictas. Nissan introdujo su tecnología de control de emisiones con esta generación, llamada NAPS , y los autos recibieron un nuevo código de chasis de A11. La Stanza más lujosa nunca estuvo disponible con el motor de 1.4 litros en Japón, solo con un 1.6 hasta que los motores más grandes se unieron a la alineación.

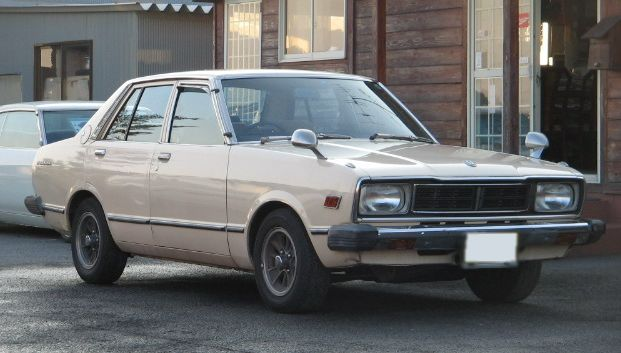
Nissan Stanza (A10, Japón)

En noviembre de 1978, se agregó un motor de 1.8 litros en la parte superior de la gama, principalmente para el mercado nacional japonés. El motor 1800 "NAPS-Z" inicialmente solo estaba disponible en el modelo Stanza más lujoso.
Se ofrecían cinco estilos de carrocería: berlinas de dos y cuatro puertas, un hatchback cupé de tres puertas ("Violet Openback" y "Auster Multi-Cupé"), un hatchback de 5 puertas (presentado sólo en agosto de 1979, bastante tarde en ciclo de producción del automóvil) y un familiar de cinco puertas.
La Stanza liftback de cinco puertas se comercializó como "Stanza Resort" en el mercado nacional japonés, y recibió el código de modelo de chasis T10 La carrocería de cinco puertas solo estuvo disponible en las versiones Auster y Violet a partir de abril de 1980, lo que significa que solo se construyeron durante catorce meses, ya que el automóvil fue reemplazado por la generación T11 en junio de 1981. El A10/El A11 wagon no fue reemplazado en 1981, y el nuevo Nissan Prairie o el Nissan Vanette ocuparon su lugar para las tareas de transporte de carga en el mercado japonés.
Las transmisiones ofrecidas fueron una manual de cuatro velocidades (en todos excepto los modelos con puerta trasera), una manual de cinco velocidades (solo modelos con puerta trasera) y una automática de tres velocidades. Esta generación estuvo disponible para la venta casi al mismo tiempo que la primera generación del Toyota Celica Camry y el Honda Accord, que formaron competidores directos en el mercado nacional.

### Mercados de exportación

#### Australia

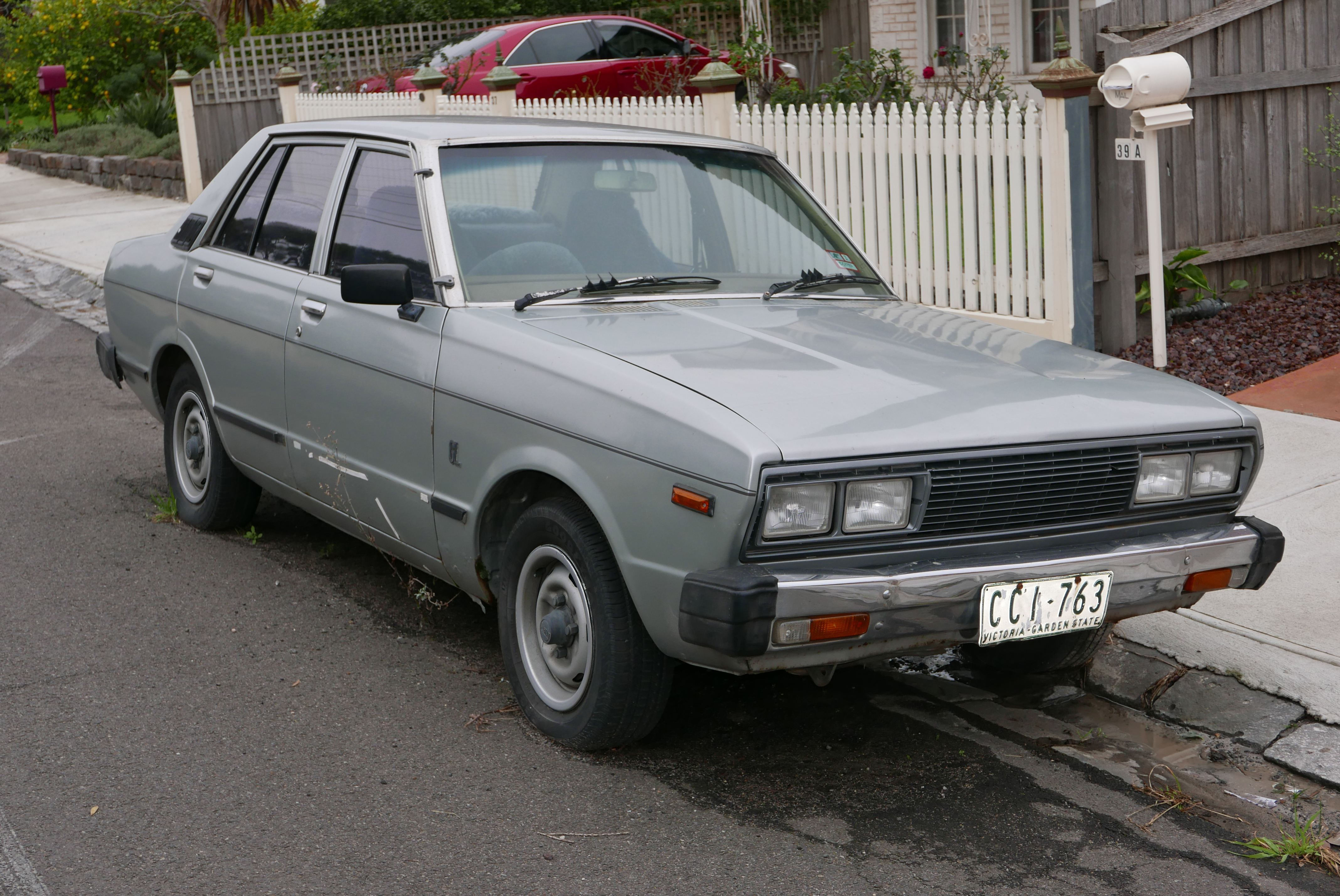
Datsun Stanza GL sedán 1982 (A10, Australia)

La Stanza se ensambló en Australia de 1978 a 1982, en forma de sedán de cuatro puertas, 1.6 litros y cuatro puertas, principalmente para llenar un vacío entre el Sunny y el 200B. Los acabados disponibles eran "GL", "GX" y deportivo "SSS".
Aunque popular entre los compradores, la Stanza australiana fue fuertemente criticada por los periodistas automovilísticos de la época (particularmente la revista Wheels), quienes consideraban que el automóvil era "poco aventurero", particularmente con respecto a su estilo y transmisión convencional.
En 1979, se ensamblaron 120 modelos cupé de dos puertas en Australia, aparentemente debido a una confusión con el sistema de pedido de kits de Nissan Australia. Fueron lanzados al mercado de todos modos sin promoción y se agotaron rápidamente.

#### Nueva Zelanda
La serie A10 se vendió como Datsun 160J en Nueva Zelanda, donde se ensambló localmente. También se importó un lote de hatchbacks de tres puertas cuando los ensambladores locales no pudieron satisfacer la demanda.

#### Europa
En el Reino Unido, esta generación se comercializó como Datsun Violet y se vendió en combinaciones de motor / equipamiento de 1.4 L "GL" y 1.6 L "GL". No se ofrecieron modelos inmobiliarios. En el resto de Europa se vendía habitualmente como 160J (o 140J), se ofrecían una variedad de combinaciones de carrocería y equipamiento, con un cupé SSS con carburadores SU gemelos disponibles en la parte superior de la gama. Las salidas de potencia fueron 63 PS (46 kW) para el 140J, 81–83 PS (60–61 kW) para el 160J y 87 PS (64 kW) para el 160J SSS. Una versión de inyección de combustible del 160J también estaba disponible en algunos mercados europeos, con 86 PS (63 kW).

#### Taiwán
El A10 Violet fue ensamblado localmente en Taiwán por Yue Loong hasta al menos 1985. Se vendió como YLN 709, 711 y 712, dependiendo de la versión de estiramiento facial. En años posteriores (como el 712) solo estuvo disponible con carrocería hatchback y un motor de 1.4 litros.

#### Tailandia
En Tailandia, el ensamblador local Siam Motors lo comercializó como Datsun Stanza (con insignias adicionales de Nissan durante el período de transición). Solo estaba disponible con motores de 1.6 litros con carburador SU, produciendo 100 CV (74 kW) SAE en el sedán de cuatro puertas y 105 CV (77 kW) en la versión cupé más deportiva.

#### México

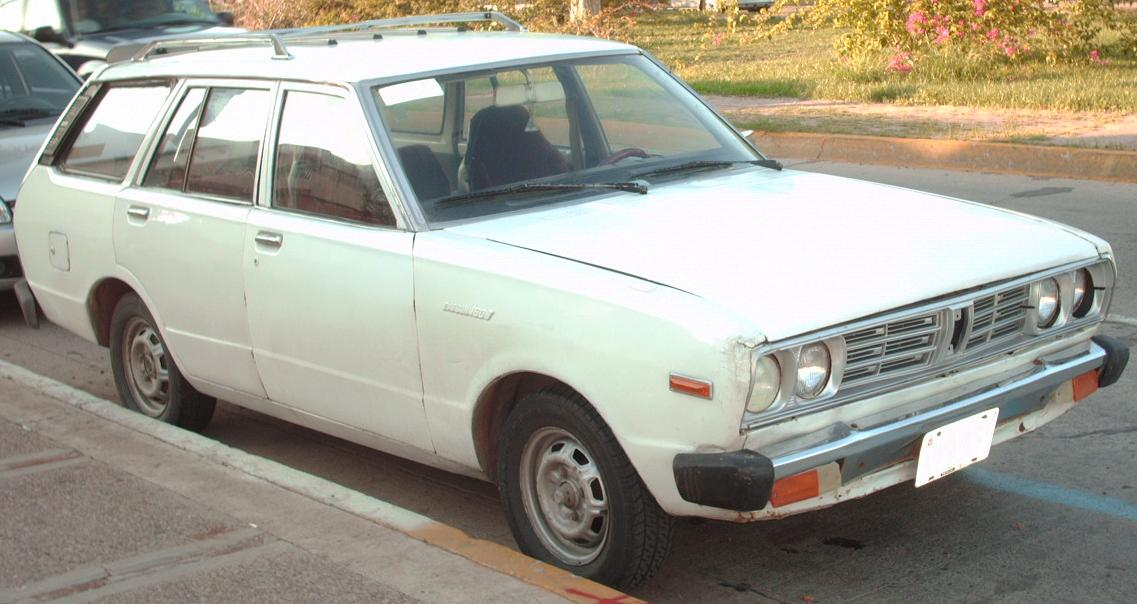
Datsun 160J Wagon (A10, México)

El Violet de la serie A10 se comercializó en el mercado automovilístico mexicano desde 1978 hasta principios de 1984. Introducido como modelo de 1979, reemplazó a la serie 710 anterior como la segunda generación "Datsun 160J". Al principio, la gama mexicana A10 Violet solo incluía la berlina de 4 puertas y el Wagon, siendo (como anteriormente) comercializados respectivamente como "Datsun Sedan" y "Datsun Guayin" ( Van Violet con insignia en Japón), continuando la estrategia de promoción anterior de la alineación de Nissan México. Por primera vez aquí, se añadió a la gama la versión berlina de 2 puertas.
De 1979 a 1981, las unidades A10 producidas en México tenían prácticamente el mismo diseño de las A10 Violets con especificaciones japonesas producidas entre el lapso de 1977-1979. La parrilla delantera del 4 puertas y el vagón presentaba el mismo juego de faros de doble círculo (es decir, dos pares de luces circulares), mientras que el salón de 2 puertas lucía una parrilla delantera distintiva, con solo un juego de luces circulares derecha e izquierda. .
Para 1982, los autos A10 mexicanos lucían los mismos trabajos de estiramiento facial realizados en los Violets producidos en Japón de 1979-1981, un poco más con las unidades A10 de especificaciones norteamericanas (comercializadas en los EE. UU. Como Datsun 510, insinuando entonces el bien ganado reputación del antiguo modelo Bluebird de la serie 510 de finales de los 60 y principios de los 70). Este ligero lavado de cara se centró principalmente en la parrilla delantera actualizada, que presenta un conjunto simple o doble de nuevos faros delanteros cuadrados o rectangulares. A partir de aquí, la comercialización de la línea A10 mexicana cambió a Datsun 180J , refiriéndose al cambio de motor carburado 1.8 litros más potente.
También en 1982, la versión de 5 puertas liftback/hatchback del A10 Violet ciertamente se lanzó al mercado mexicano, como Datsun Samurai. Tenía la intención de ser una berlina elegante, deportiva y, en ese entonces, de estilo moderno en la línea Nissan México.
En 1984, en el contexto de la unificación global de la marca Nissan, la marca Datsun fue eliminada del mercado mundial a favor de la marca única de Nissan. Por lo tanto, la producción mexicana del A10 Violet fue eliminada por Nissan México, cambiando su fabricación a la producción del mercado nacional de la gama B11 Sunny/Sentra para entonces, lanzada como el totalmente nuevo Nissan Tsuru (1.ª generación/B11).

#### América del Norte

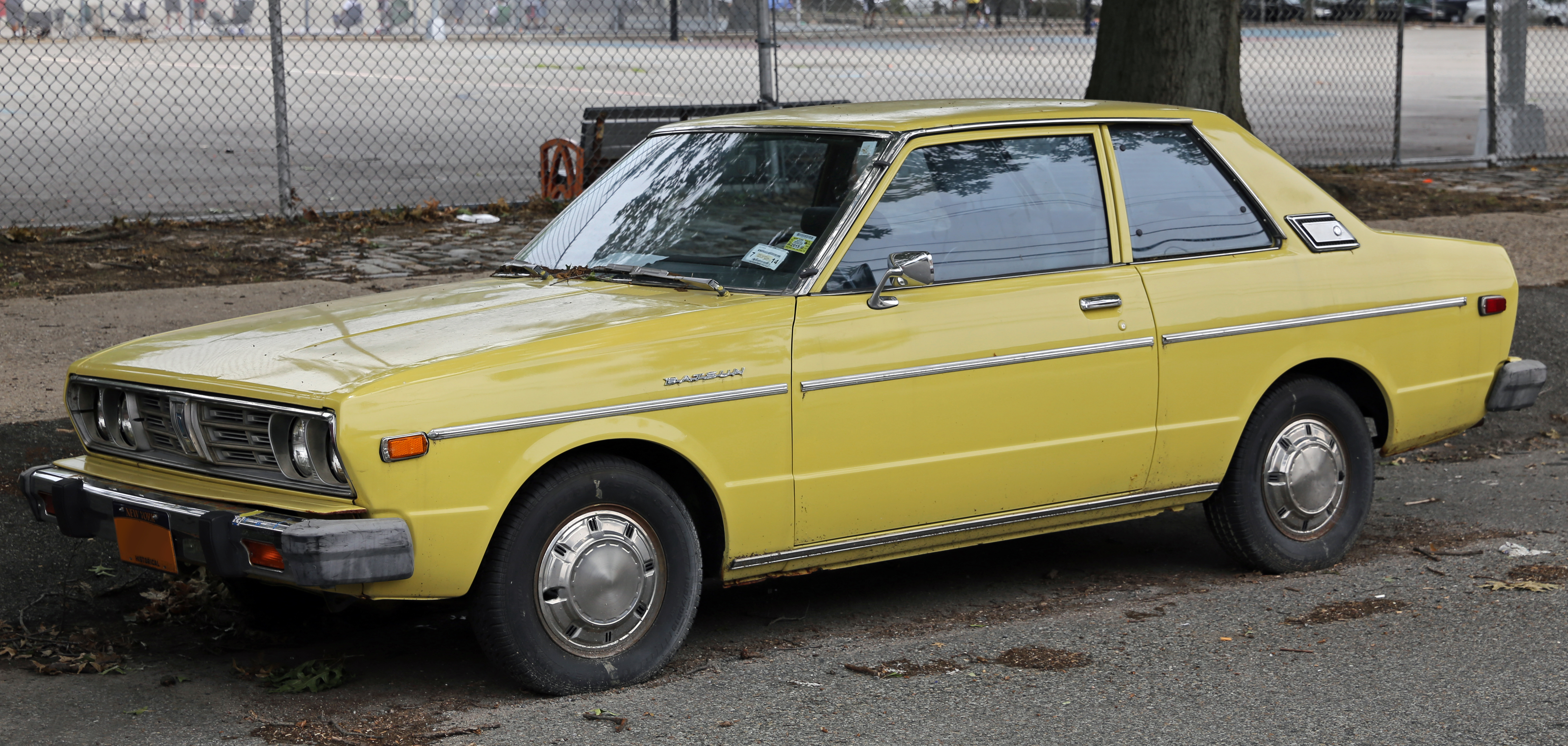
sedán Datsun 510 1978 de 2 puertas (Estados Unidos)

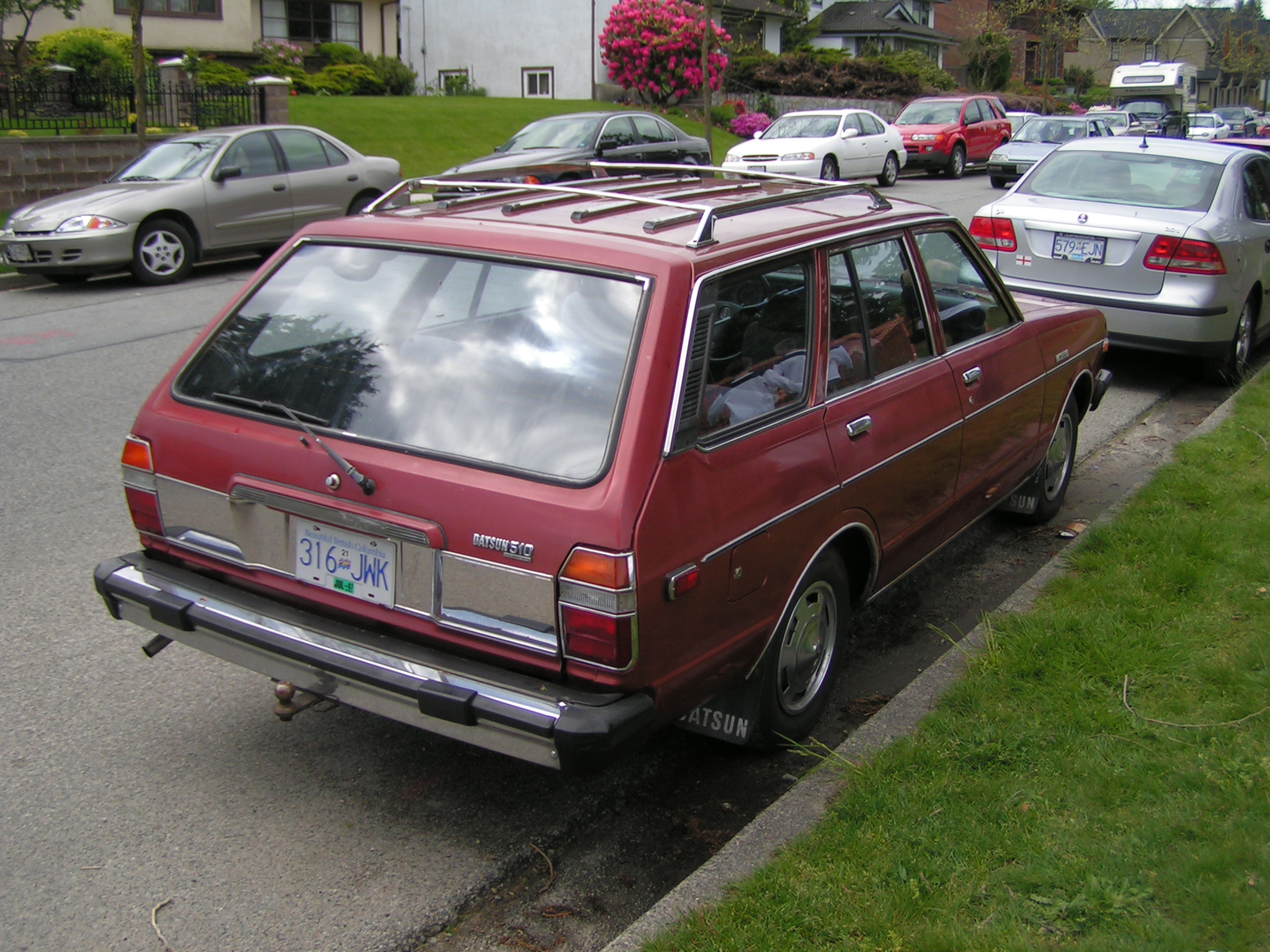
Datsun 510 Wagon (A10, Estados Unidos)

En los Estados Unidos y Canadá, el Violet se vendió como Datsun 510, para sacar provecho de la popularidad del anterior 510 Bluebird. Estaba disponible como sedán de dos puertas, sedán de cuatro puertas, hatchback de cinco puertas o camioneta de cinco puertas. Estaba propulsado por el motor L20B de cuatro cilindros en línea de 2.0 L, aunque en 1980 con especificaciones estadounidenses. Los automóviles recibieron el Z20S NAPS-Z cuatro en línea del mismo desplazamiento. Para los años modelo 1980 y 1981, este fue el único motor disponible para el 510. La potencia es de 92 hp (69 kW; 93 CV). La manual de cuatro velocidades era estándar en los modelos A10, mientras que la manual de cinco velocidades FS5W63A o la automática de tres velocidades 3N71B estaban disponibles como actualizaciones opcionales.

#### Sudáfrica

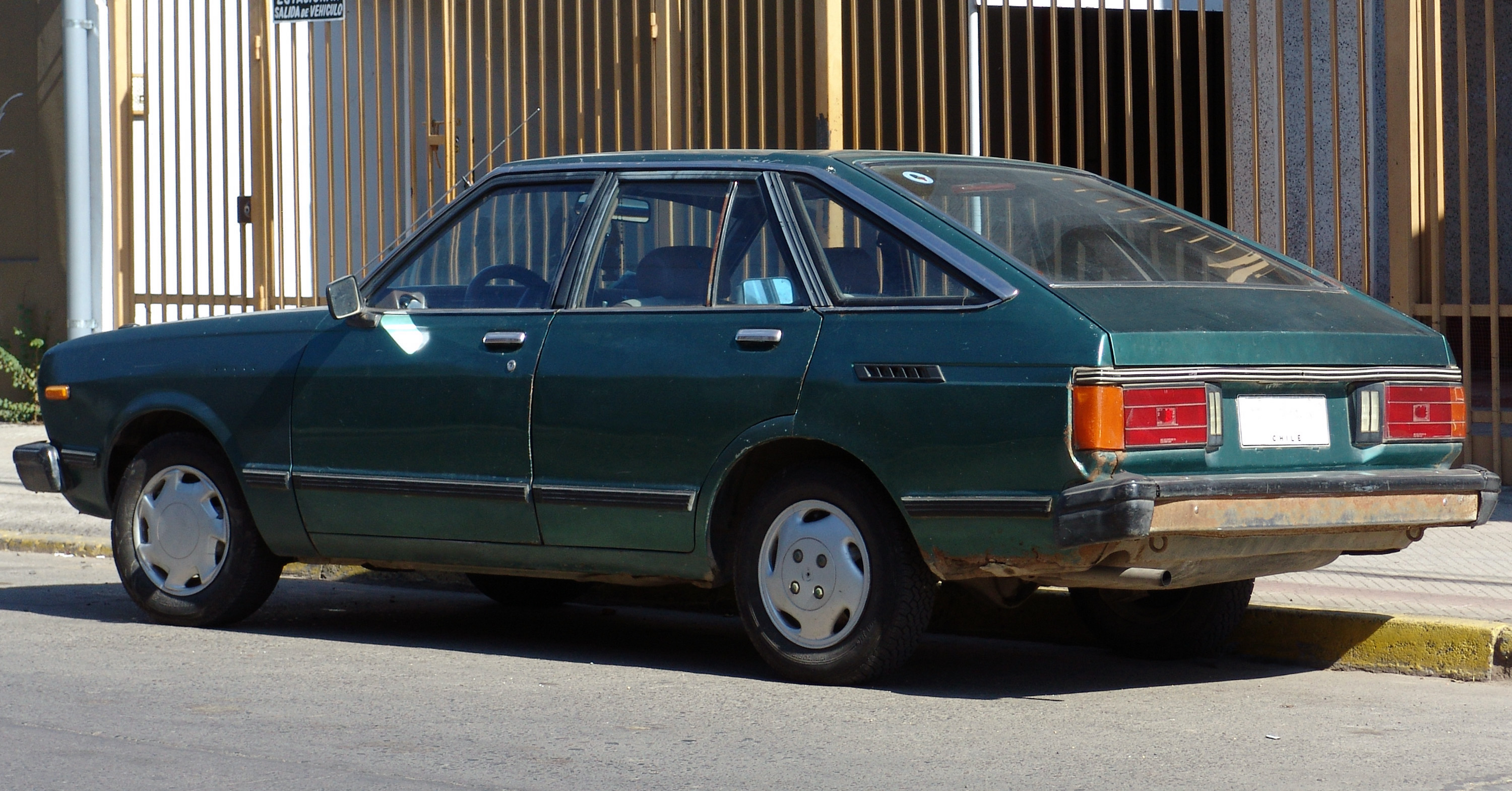
Datsun 160J 1981 en el efímero estilo de carrocería de cinco puertas liftback

Los violetas de fabricación sudafricana se vendieron como 1600J o 1800J, dependiendo del equipamiento del motor, entre 1978 y 1980. Se disponía de carrocería de cuatro puertas tipo berlina o camioneta, y el sedán 1800 también estaba disponible como modelo deportivo SSS.

### Deportes de motor

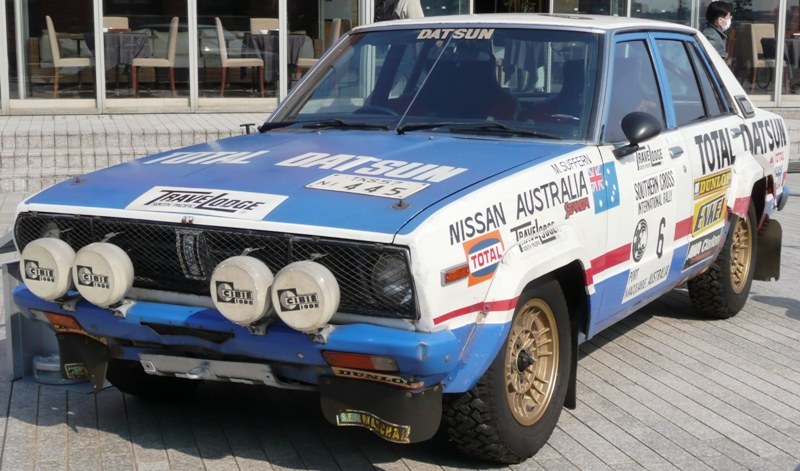
Coche de rally Nissan Violet "Southern Cross" (A10)

El Violet 160J fue el coche más exitoso de Nissan en el Campeonato Mundial de Rally. Ganó el Rally Safari en Kenia de 1979 a 1982 consecutivamente, todo con Shekhar Mehta al volante. Los ganadores de 1979 y 1980 fueron propulsados por un motor SOHC; los ganadores de 1981 y 1982 fueron los modelos Violet GT con motor DOHC. Estos registros de Safari sólo son igualados por el Toyota Celica GT-Four, que ganó los eventos1992-95. Conducido por Timo Salonen, el Violet también ganó el Rally de Nueva Zelanda de 1980 y el Rally de Costa de Marfil de 1981.

#### Victorias en el WRC
| N.º | Evento                       | Temp. | Conductor     | Copiloto       | Vehículo         |
| --- | ---------------------------- | ----- | ------------- | -------------- | ---------------- |
| 1   | 27° Rally Safari             | 1979  | Shekhar Mehta | Mike Doughty   | Datsun 160J      |
| 2   | 28° Rally Safari             | 1980  | Shekhar Mehta | Mike Doughty   | Datsun 160J      |
| 3   | 11° Rally de Nueva Zelanda   | 1980  | Timo Salonen  | Seppo Harjanne | Datsun 160J      |
| 4   | 29° Rally Safari             | 1981  | Shekhar Mehta | Mike Doughty   | Datsun Violet GT |
| 5   | 13° Rally de Costa de Marfil | 1981  | Timo Salonen  | Seppo Harjanne | Datsun Violet GT |
| 6   | 30° Rally Safari             | 1982  | Shekhar Mehta | Mike Doughty   | Datsun Violet GT |

## Serie T11 (1981-1986)
En 1981 se introdujo un Stanza de tracción delantera: el primer Datsun de clase media en tener esa configuración y el primer automóvil japonés de la categoría construido según los principios que se habían establecido en Europa para esta clase desde hace unos años. En Europa, la tracción delantera y el diseño liftback se estaban convirtiendo en la norma en este segmento, aunque los compradores japoneses más tradicionales seguían prefiriendo el Bluebird de tracción trasera. Permaneció a la venta en Gran Bretaña hasta 1986, después de lo cual Nissan vendió el primer Bluebird fabricado en Gran Bretaña como su único producto en este sector del mercado. Anteriormente, Nissan estaba construyendo un automóvil más pequeño con tracción delantera, comenzando con el Nissan Cherry de 1970, y luego reconfiguró el Violet a tracción delantera. Hatchback de 3 puertas, salón de 4 puertas y 5 puertas. Se produjeron modelos liftback.
Después de 1982, Nissan intentó estandarizar el nombre Stanza en sus mercados de exportación, además de eliminar gradualmente la marca Datsun a favor de Nissan. En los Estados Unidos, el T11 Stanza con el motor CA20S reemplazó al 510 para el año modelo 1982. En los Estados Unidos, el Nissan Prairie también se vendió como parte de la gama, rebautizada como Stanza Wagon. En 1984, Nissan cambió el motor del Stanza del CA20S con carburador al CA20E de cuatro cilindros en línea de 2.0 L con inyección de combustible. Este coche fue el Coche irlandés del año de Semperit en Irlanda en 1981. Los japoneses y algunos otros modelos de exportación se llamaron "Stanza FX" y se ofrecieron con motores de 1.6 y 1.8 L.

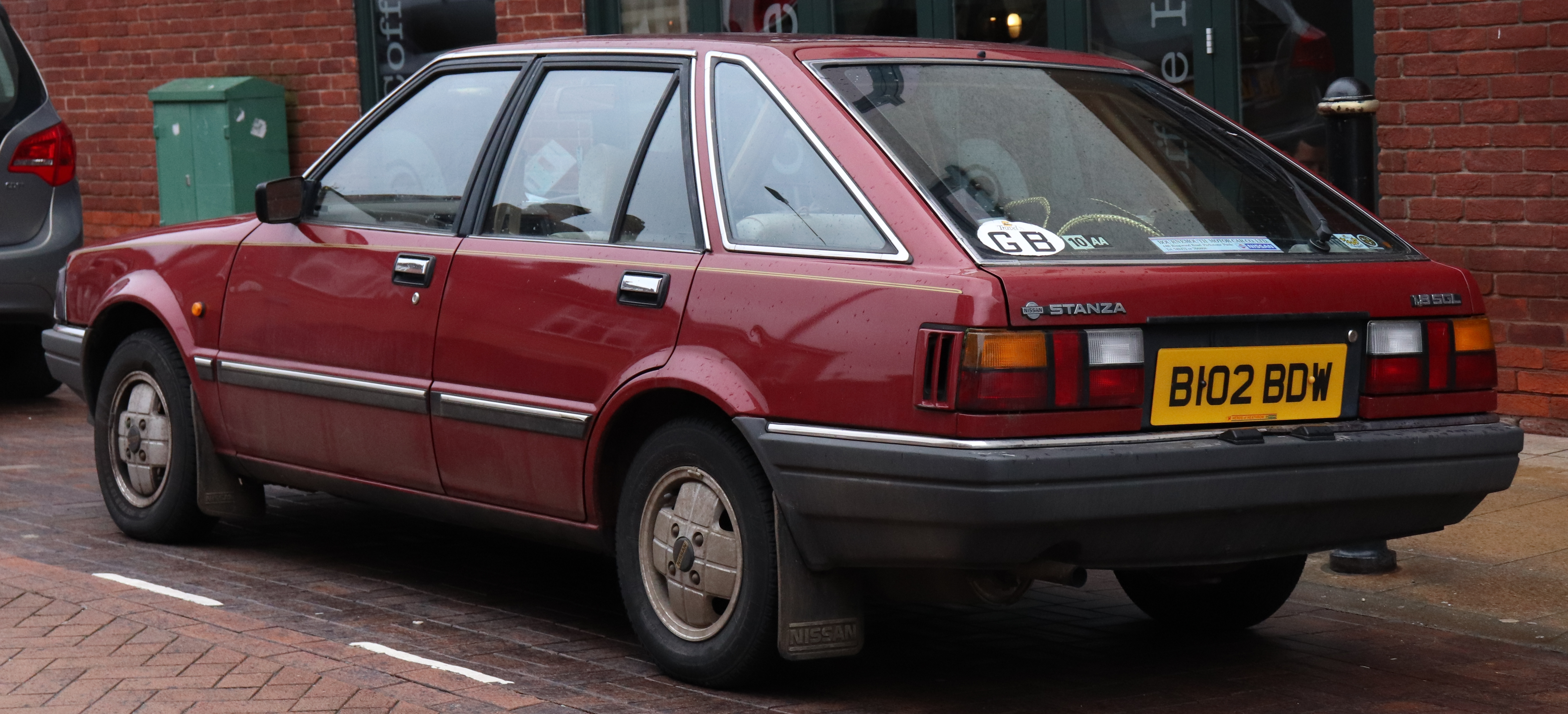
Nissan Stanza 1.8 SGL Liftback (Reino Unido)

Esta versión se vendió en el Reino Unido y Europa como Nissan Stanza; la gama era "L" 1.6 L, "GL" 1.6 L, "SGL" 1.6 L y "SGL" 1.8 L. Algunos mercados (como Bélgica, donde vino equipado con el equipo SGL completo) también recibieron un 1.7 litros motor turbodiésel con 73 PS (54 kW), comenzando con el año modelo 1984. Los automóviles del mercado europeo generalmente estaban equipados con marchas muy largas, lo que lo convirtió en uno de los más económicos en combustible de su clase. Se vendió por primera vez en Gran Bretaña a partir de enero de 1982, junto con las berlinas y fincas Bluebird de tracción trasera de tamaño similar, que más tarde también cambiaron a tracción delantera. Esto significó que Nissan estaba en la posición de ofrecer salones y propiedades tradicionales de tracción trasera junto con autos de tracción delantera de tamaño similar, incluidos hatchbacks, ya que este sector del mercado se encontraba en un período de transición a principios de la década de 1980.

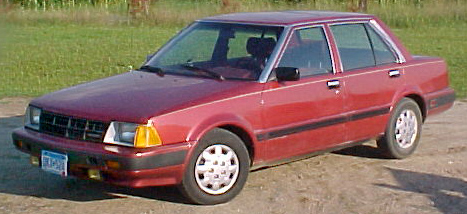
prelavado de cara del sedán Nissan Stanza 1983

Nissan-Datsun Nueva Zelanda ocasionalmente importaba Violets de última generación y otros modelos para su evaluación, o importaba una pequeña producción si se disponía de licencias de importación adicionales (había un esquema comercial que permitía a los importadores intercambiar asignaciones de licencias anuales no utilizadas entre sí). Se importó un modelo de cinco puertas, tercera generación, de tracción delantera altamente especificado con transmisión automática, y aire acondicionado poco común en ese entonces, para una conferencia internacional de distribuidores celebrada en Nueva Zelanda en 1981 y luego fue utilizado por la esposa de un ejecutivo de la compañía antes de ser utilizado. revendidos a través de la propia red de distribuidores de la empresa. También hubo un pequeño envío posterior de automóviles para la venta pública (esta vez sin aire acondicionado) pero, como es habitual con las importaciones de bajo volumen de este tipo por parte de Nissan y sus rivales, la mayoría se vendieron antes de que el barco atracara.
En Indonesia, el T11 Stanza 1.6 L era un taxi para automóviles popular a mediados de la década de 1980.
Los modelos japoneses renovados tienen una nariz erguida, similar a la de la serie Bluebird U11. La Stanza estaba disponible en Japón en las ubicaciones de Nissan Satio Store , mientras que su compañero diseñado con la insignia se vendió como el modelo japonés: el hatchback Violet Liberta de cinco puertas de 1981 a 1982, luego reemplazado por el modelo japonés más pequeño basado en Pulsar : Liberta Villa hatchback de tres puertas. El Violet Liberta se vendió en las ubicaciones de Nissan Cherry Store, pero solo como un hatchback de cinco puertas.

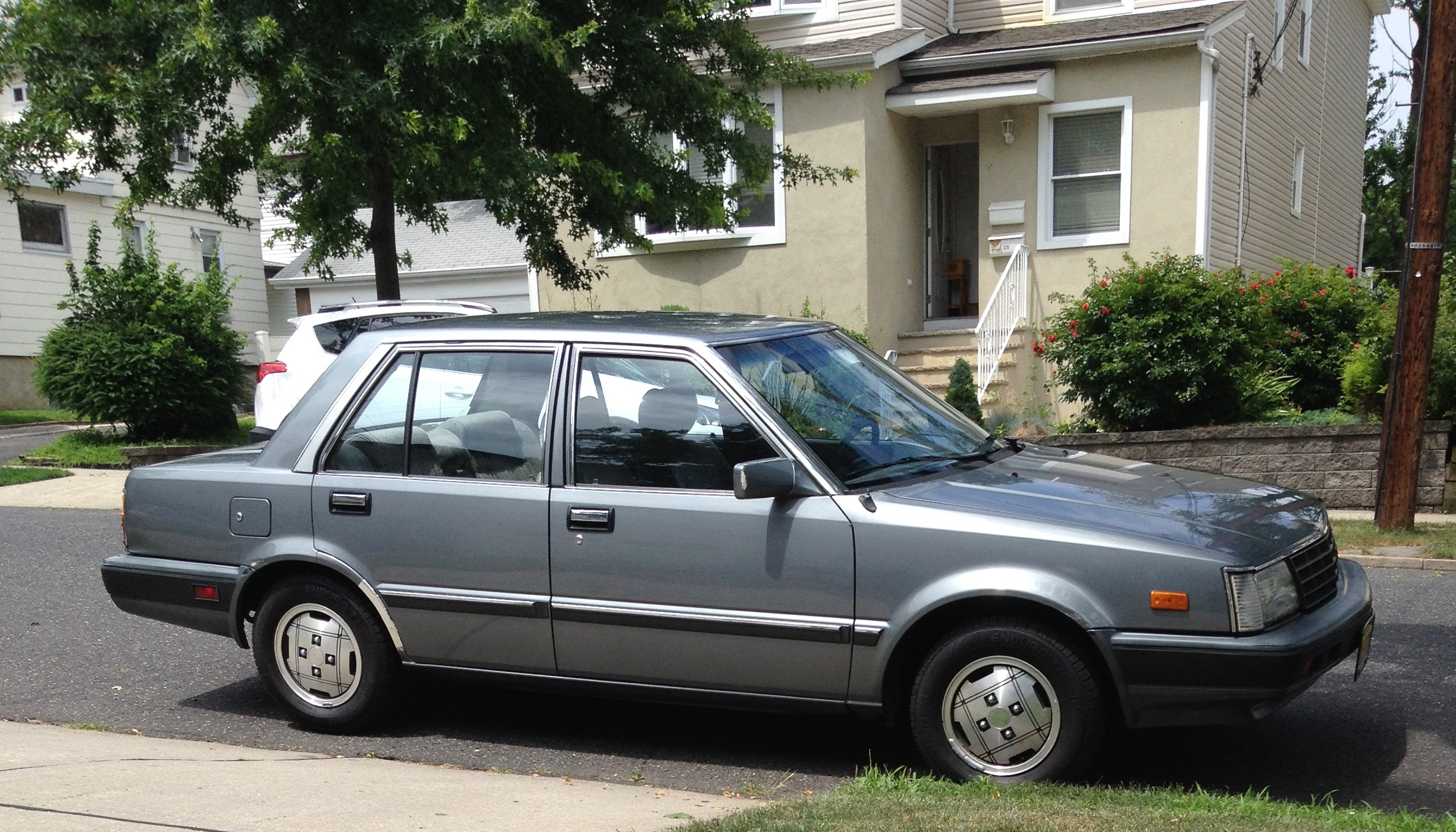
1985 lavado de cara Nissan Stanza GL en EE. UU.

El Auster era una versión más deportiva y de especificaciones superiores del Stanza para el mercado nacional japonés, con énfasis en un grupo demográfico más joven. El hatchback de tres puertas Auster GT-ES estaba equipado con una transmisión manual de cinco velocidades. Se etiquetaron varios paquetes de equipamiento, 1600 CS-X, Auster JX, GS-X Extra y 1800 GS-L Super Saloon. El Auster era exclusivo de las ubicaciones de Nissan Prince Store, como una alternativa de menor costo al Skyline, pero era un poco más grande que el Nissan Langley.
La serie Stanza T11 fue la única vez en el mercado estadounidense que un Nissan fue calificado como más confiable que el Toyota Camry, entre 1983 y 1986, según la revista 1983-1986 Consumer Reports. En los primeros años, Toyota tuvo problemas importantes con los silenciadores del Camry. Desde 1987, Nissan se ha quedado atrás de Toyota y Honda en confiabilidad.
La placa de identificación de Stanza se suspendió en Europa después del año modelo 1986 y se rebautizó como "Bluebird".

#### Derivados
En Taiwán, un automóvil basado en el T11 Nissan Stanza recibió el nombre de Yue Loong Feeling 101 y, en una versión mejorada, Yue Loong Feeling 102 . Ambos estaban disponibles como sedán y en una variante con puerta trasera. Posteriormente, los vehículos obtuvieron un rediseño agresivo con faros en ángulo y luces traseras más deportivas. Estas versiones fueron los primeros automóviles taiwaneses desarrollados en el país e incluso se exportaron en pequeñas cantidades.

## Serie T12 (1986-1990)

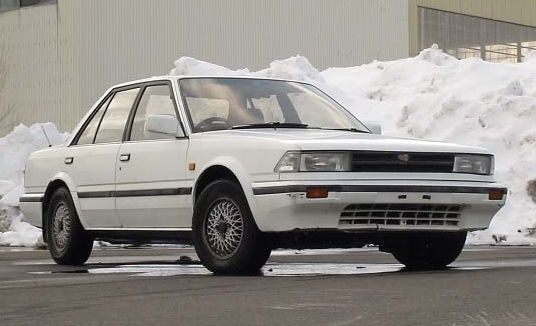
El lavado de cara japonés del Nissan Stanza T12

Nissan renovó las líneas Auster y Stanza en 1986 (serie T12), introduciendo un estilo cuadrado. Japón y Estados Unidos recibieron este modelo. La Stanza de Estados Unidos. Utilizó el mismo motor CA20E de la generación anterior. El automóvil era inusualmente pesado para su clase, debido a que compartía plataforma con el Maxima contemporáneo y, como resultado de su pequeño motor, tenía poca potencia. En parte para compensar esto, algunos mercados de exportación ofrecieron modelos turboalimentados, con la insignia "Supremo"; y un primo, el "Auster XTT".
Europa recibió una versión del Nissan Auster como reemplazo de Datsun / Nissan Bluebird. Estos se construyeron en Sunderland, en el Reino Unido, y se identificaron como Nissan Bluebird. La finca era el único Bluebird "real" en este rango, importado de Japón.
En Oriente Medio, el T12 Auster / Stanza T12 se llamó Nissan Liberta (que no debe confundirse con el Nissan Liberta Villa), un reemplazo parcial del Nissan Liberta Violet T11.
La línea Stanza no se vio en la mayoría de los demás mercados de exportación después del año modelo 1986. El crecimiento de los modelos Sunny y Pulsar desde abajo significaba que había poco espacio para ello.

### Bluebird (Europa)
El T12 se introdujo en Europa en 1985 como reemplazo del U11 Bluebird. Desde julio de 1986, el T12 se importó como un kit desmontable de Japón y se ensambló en Nissan Motor Manufacturing UK. Las versiones sedán (cuatro puertas) estuvieron disponibles primero y el hatchback (cinco puertas) estuvo disponible en enero de 1987. Usando la plataforma U11, Bluebird Estates todavía se obtenían de Japón. Aunque no fue el primer automóvil japonés que se construyó en Gran Bretaña (el Triumph Acclaim basado en Honda lo precedió en cinco años), el Bluebird fue fundamental para demostrar que una fábrica británica podía producir vehículos con los mismos estándares de calidad que los fabricados en Japón. El Bluebird demostró ser tan popular que en diciembre de 1987 Nissan anunció la institución de un tercer turno, con el fin de aumentar la producción de 29,000 a alrededor de 40,000 autos al año. Al construirse en el Reino Unido, era posible vender el Bluebird en mercados como España e Italia sin las limitaciones de cuota impuestas a los coches de fabricación japonesa. En Italia fue el único Nissan disponible en 1989, junto con el todoterreno Patrol de fabricación española.
Los últimos modelos T72 reemplazaron al T12 durante 1987, seguido de un lavado de cara alrededor de un año después. Este es un punto a tener en cuenta, ya que es un error común clasificar todos los modelos previos al estiramiento facial como T12. Los modelos de lavado de cara tenían un aspecto más moderno y europeo, con parachoques delanteros y traseros redondos y la parrilla de rejilla corporativa. Estos fueron finalmente construidos íntegramente en Inglaterra. En 1990, Nissan reemplazó el Bluebird con la serie Primera. A finales de la década de 1980 y principios de la de 1990, los Nissan Bluebirds se veían comúnmente como taxis, sus conductores acumulaban un kilometraje fenomenal con solo un servicio de rutina y todavía hay uno en uso diario como taxi en Santa Cruz de Tenerife, Islas Canarias, España (octubre 2018). La resistencia de la carrocería a la corrosión se ha vuelto legendaria: no es raro ver Bluebirds tan antiguos como 1987 o 1988 todavía en las carreteras británicas sin prácticamente ningún rastro de óxido. Sin embargo, la confiabilidad y la robustez general de los Bluebirds finalmente han llevado a su desaparición, como el auto preferido de los corredores de carreras.
Casi todos los Bluebirds T12 / T72 de gasolina venían con versiones de 8 válvulas del motor CA de Nissan y una transmisión manual de cinco velocidades o una automática de cuatro velocidades. Los modelos diésel utilizaban el motor LD20 de aspiración normal. El rendimiento fue promedio para su clase, el 1.6 luchó más con sus características de torque más bajas que no parecían adecuadas para el peso del automóvil. Los modelos turbo usaban el motor CA18ET con 135 PS (99 kW; 133 bhp) dando un tiempo de 0 a 60 mph (97 km / h) de 8,6 segundos. Este motor utilizaba un pequeño turbocompresor que producía 0,60 bar de impulso. Este es el mismo motor utilizado en el Nissan Silvia S12 europeo. Las salidas de potencia para los motores de aspiración natural oscilaron entre 84 y 116 CV (62 a 85 kW; 83 a 114 CV) desde el 1.6 hasta la versión de 2.0 litros, mientras que el diésel ofrecía 67 CV (49 kW; 66 CV).
Como parte de las celebraciones de 2016 que marcan el 30 aniversario de producción de Nissan en el Reino Unido, un grupo de propietarios de T12 y T72 viajó a Nissan Motor Manufacturing UK. Los miembros del Bluebird Car Club conocieron a los empleados que fabricaron sus automóviles y vieron de primera mano las modernas operaciones de fabricación de la empresa.
|                                        |
| Nissan Bluebird hatchback de 5 puertas |

|                                       |
| Nissan Bluebird 1.8 GS Hatchback 1989 |

|                                |
| Nissan Bluebird Turbo GTI 1990 |

## Serie U12 (1989-1992)
En el año modelo 1990, la versión estadounidense de la Stanza fue reemplazada por una versión básica del Nissan Bluebird (U12), con insignias de Stanza. En Japón, las gamas Stanza y Auster fueron reemplazadas efectivamente por el Nissan Primera para el año modelo 1990.
El JDM Bluebird tiene la matrícula trasera más alta entre las luces traseras, mientras que el Stanza está montado en el parachoques.
La cuarta generación de Stanza se ofreció en dos niveles de equipamiento: "XE" y "GXE". El modelo deportivo SE se añadió en 1992.
La cuarta generación Stanza usó el motor Nissan KA24E de 2.4 L en I4, una actualización de las generaciones anteriores en cilindrada (de 1974 cc a 2398 cc), potencia (de 94 hp (70 kW) a 138 hp (103 kW)), y torque (de 114 lb⋅ft (155 N⋅m) a 148 lb⋅ft (201 N⋅m)). El motor KA no se usó en Bluebirds con especificaciones japonesas.
La cuarta generación Stanza tiene EPA estima economía de combustible de 18 mpg-US (13 L/100 km; 22 mpg-imp) ciudad y 25 mpg-US (9,4 L/100 km; 30 mpg-imp) carretera para cuatro velocidades con transmisión automática. Para la transmisión manual de 5 velocidades de la estrofa ha estimado EPA economía de combustible de 18 mpg-US (13 L/100 km; 22 mpg-imp) ciudad y 26 mpg-US (9,0 L/100 km; 31 mpg-imp) carretera.
El Stanza fue descontinuado después del año modelo 1992 y reemplazado por el Altima construido en Estados Unidos , también basado en Bluebird. La última Stanza estadounidense salió de la línea de montaje el 27 de marzo de 1992, aunque su nombre perduraría en la primera generación del Altima, técnicamente conocido como "Nissan Stanza Altima".